# Сражение при Караме
Сражение при Караме (ивр. פעולת כראמה‎, араб. معركة الكرامة‎) состоялось 21 марта 1968 года в посёлке Караме (Иордания) между Армией обороны Израиля и объединёнными силами Организации освобождения Палестины (ООП). Позже в бой против израильтян вступила иорданская армия. Крупнейшее танковое сражение между израильтянами и арабами между войнами 1967 и 1973 годов.

## Предыстория
После окончания Шестидневной войны 1967 года инфраструктура ФАТХ на Западном берегу реки Иордан была по большей части разгромлена, а активисты — арестованы. В результате палестинцы начали действовать с восточного берега реки Иордан, разместив свои лагеря и промежуточные базы на территории Иордании в непосредственной близости от границы с Израилем. Власти Иордании, опасаясь «ответных действий» со стороны Израиля и эскалации конфликта, предпочитали препятствовать активности ФАТХ на своей территории (в частности, 13 ноября 1966 года во время рейда израильтян на приграничную деревню ас-Саму они отказались пропустить туда отряды Армии Освобождения Палестины «для отражения агрессии»). В то же время они не препятствовали ведению боевых действий ФАТХ на территории Израиля. В некоторых случаях, при нанесении Израилем ответных ударов по объектам на территории Иордании, подразделения иорданской армии открывали ответный огонь.
Так, 14—15 февраля Иордания обстреляла из миномётов израильские населённые пункты в районе Бейт-Шеана и вдоль долины реки Иордан; израильская артиллерия и ВВС нанесли ответный удар по иорданским базам и артиллерийским батареям и по финансировавшемуся США строительству канала короля Хусейна. При американском посредничестве было достигнуто соглашение о прекращении огня, и Хусейн заявил, что не позволит «этим группам использовать Иорданию в качестве базы для нападения». В феврале он послал войска и полицию, чтобы вынудить ФАТХ покинуть Караме, но когда колонна, насчитывавшая 20 подвижных средств, прибыла в Караме, она оказалась в окружении вооружённых пулемётами боевиков. Иорданцам было дано «три минуты, чтобы решить, уйти или умереть», и они покинули Караме. Согласно Бенни Моррису, по состоянию на март, кроме жителей Караме (несколько сот человек), в нём также находились около 900 боевиков, в основном из ФАТХ, и лидер ООП Ясир Арафат, разместивший здесь свой штаб.
Согласно журналу Time, в предшествующие рейду недели «арабские террористы усилили свою активность», проведя 6 атак: от обстрелов до установки подрывного устройства в Иерусалиме. Наиболее серьёзным из них стал подрыв 18 марта 1968 г. школьного автобуса, направлявшегося на экскурсию к «Копям царя Соломона» в долине Тимна, на установленной ООП мине (в результате теракта погибли 2 человека, и до 28 детей, из 44 находившихся в автобусе, были ранены). Согласно Telegraph, это был 38-й теракт ФАТХ в течение трёх месяцев, предшествующих операции.
В ответ на серию терактов ООП, Израиль спланировал два одновременных рейда на её лагеря, расположенные в посёлке Караме, расположенном в непосредственной близости к мосту Алленби, разделявшему территории Израиля и Иордании (рядом[уточнить] также находился лагерь Шума с 40 тысячами палестинских беженцев), и в деревне Сафи. В этом же районе были рассредоточены достаточно крупные силы палестинцев (отряды ФАТХ и «местные отряды самообороны») и находился штаб ООП. Операции носили кодовое название «Инферно» (ивр. מבצע תופת‎) и «Асута» (ивр. מבצע אסותא‎).
По сведениям ООП, в случае успеха этой операции, «израильтяне планировали захватить несколько возвышенностей на восточном берегу, чтобы держать под прицелом всю долину Иордана и помешать палестинским партизанам просачиваться на оккупированную территорию».
Подготовка к операции и сосредоточение подразделений ЦАХАЛ на исходных позициях в районе Иерихона (в 5 км от Караме) начались значительно раньше. Согласно советским источникам, в Израиле рассчитывали на внезапный характер рейда, однако сосредоточение сил не осталось незамеченным арабами. Одновременно, на участке границы протяженностью 110 км, от Мёртвого моря до Тивериадского озера армия Иордании начала наращивать концентрацию своих сил.
- 19 марта 1968 года Мухамед эль-Фарра, представитель Иордании при ООН обратился к председателю Совета Безопасности ООН с сообщением о подготовке Израилем операции вторжения, «которая может начаться в самое ближайшее время»[10].

Согласно же журналу Time, ещё 17 марта, за четыре дня до операции, министр обороны Моше Даян предупредил, что «арабы готовятся к „новой волне террора“, и что Израиль предпримет (необходимые) шаги», чтобы её сдержать, «если это не может сделать король Иордании Хусейн». Такое же предупреждение было сделано премьер-министром Леви Эшколем в Кнессете, а представитель Израиля Йосеф Текоа в тот же день подал две жалобы в ООН в связи с «неоднократными актами агрессии со стороны арабов».
Тем не менее, согласно М. Кремневу, руководство Иордании стремилось избежать вооружённого конфликта:
- за день до начала боевых действий король Иордании Хусейн в интервью бейрутской газете «Аль-Мухаррир» заявил о необходимости в срочном созыве совещания глав арабских государств, «так как обстановка чревата самыми неожиданными и опасными последствиями»;
- за 12 часов до начала боевых действий состоялась встреча премьер-министра Иордании ат-Тальхуни со специальным представителем генерального секретаря ООН Гуннаром Яррингом[англ.], которому сообщили, что Иордания «готова сделать всё, чтобы претворить в жизнь решения ООН»[10].

В Израиле предполагали, что иорданская армия будет игнорировать вторжение, однако её подразделения открыли огонь по израильтянам и оказали поддержку силам ООП.

## Соотношение сил
Израиль
Перед началом сражения ударная группировка ЦАХАЛ включала подразделения 7-й и 60-й бронетанковых, 35-й воздушно-десантной и 80-й пехотной бригад, а также инженерный батальон при поддержке пяти батарей артиллерии (всего 11940 человек и 120 танков).
Иордания и палестинцы
Силы иорданской армии состояли из 1-й пехотной дивизии и 60-й бронетанковой бригады, дополнительно усиленных артиллерией и противотанковыми средствами (всего до 15 тыс. человек.).
Силы палестинцев оценить сложно — по некоторым сведениям, они достигали 900 боевиков. При этом в сражении приняли участие не только отряды ФАТХ, НФОП и «Ас-Саика», но и местные жители.
В сумме арабские силы задействовали 16168 человек и 60 танков.

## Ход сражения (операция «Инферно»)

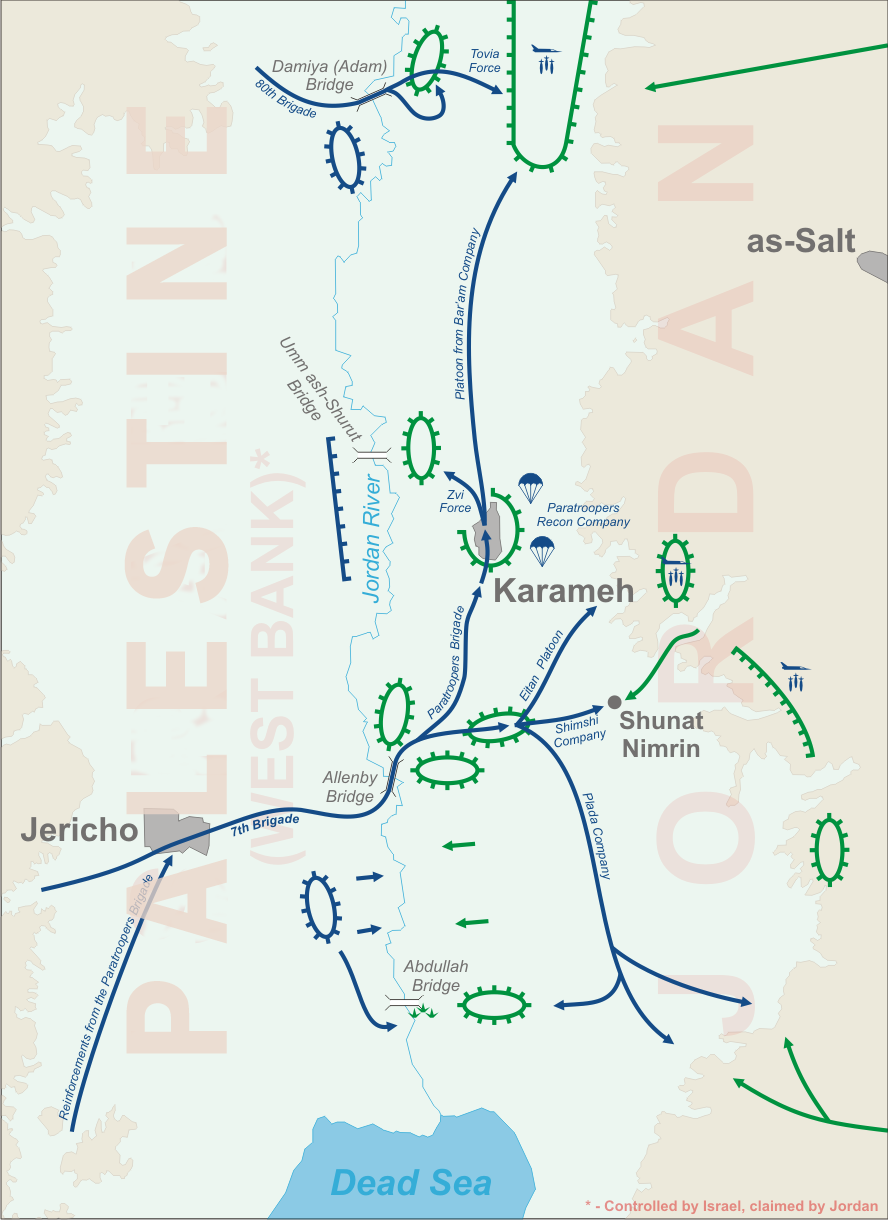
Схема боя

На рассвете 21 марта под прикрытием вертолётов израильские части начали переправу через реку Иордан в районе мостов Дамия и Малик Хусейн. Одновременно к северу от посёлка Караме, в районе Гхор эль-Сафей был высажен вертолётный десант. Дальнейшее продвижение ЦАХАЛ было остановлено сопротивлением подразделений иорданской армии, позиции которых начали бомбить самолёты ВВС Израиля. Тем временем в самом посёлке пехотные части израильтян столкнулись с ожесточённым сопротивлением палестинцев. В результате 15-часового боя израильтяне отступили, постаравшись эвакуировать повреждённую технику. Однако отступление было настолько тяжёлым, что на поле боя остались тела убитых солдат (ранее такого не случалось).
Согласно П. Демченко, после окончания сражения от посёлка остались только четыре каменных дома на окраине, согласно Б. Моррису, остальные 175 строений были разрушены в ходе сражения или взорваны израильтянами. Вплоть до весны 1971 года поселение оставалось разрушенным, восстановление и возвращение жителей началось только во второй половине 1971 года.
Согласно Абу Ияду, заместителю Арафата, они были заранее предупреждены иорданцами и покинули Караме до начала операции.

## Потери сторон
Непосредственно после окончания боевых действий, 22.03.1968 в коммюнике иорданского военного командования потери Израиля оценили в «200 убитых и большое количество раненых военнослужащих, 42-45 танков, БТР и автомашин, 3-5 самолётов (в том числе, три реактивных истребителя „Мистер“)». При этом собственные потери армии Иордании оценивались в «200 убитых и 65 раненых военнослужащих, 10 повреждённых танков и несколько артиллерийских орудий». На пресс-конференции 23 марта король Хусейн сказал, что Иордания потеряла 20 солдат убитыми, 65 ранеными, 10 танков, 10 других бронемашин и 10 орудий.
По данным исследователя Езида Саигха (Yezid Sayigh) Иордания потеряла 61 убитым, 108 ранеными, подбито 33 танка (из них 13 уничтожены), выведено из строя 39 других машин.
Советские источники в оценке потерь Израиля были более осторожными: «около 100 военнослужащих (33 убитыми и 70 ранеными), 4 танка, несколько БТР и автомашин». В свою очередь, премьер-министр Израиля официально признал потери 11 солдат убитыми и 50 ранеными.
В настоящее время потери ЦАХАЛ оценивают в 28-30 убитых и 69 раненых военнослужащих, 4 танка «Центурион», 2 броневика AML-90, 2 полугусеничных бронетранспортёра M3A1 (потери бронетехники очевидно только безвозвратные) и 1 потерянный самолёт (получил повреждения и разбился во время возвращения).
На поле боя были брошены 3 израильских танка «Центурион» (2 боеспособных), 1 сгоревший «Шерман», 2 сгоревших бронетранспортёра, 1 сгоревший грузовик и 1 сгоревший джип. Кроме этого ещё 27 израильских танков были подбиты, из них 6 имели критические повреждения (их успели отбуксировать со вражеской территории).
Оценка потерь их противников также варьируется в широких пределах.
По оценке израильтян, потери армии Иордании составили 61-87 убитых и 4 пленных солдат, 30-31 уничтоженных и подбитых танков и автомашин, палестинцы потеряли 100—128 человек убитыми и 120—150 пленными. По мнению палестинцев, значительную часть их погибших и арестованных составляют мирные жители.
По американским данным в ходе сражения с израильской стороны пропало без вести 3 солдата, с арабской взято в плен 128 солдат.

## Последствия

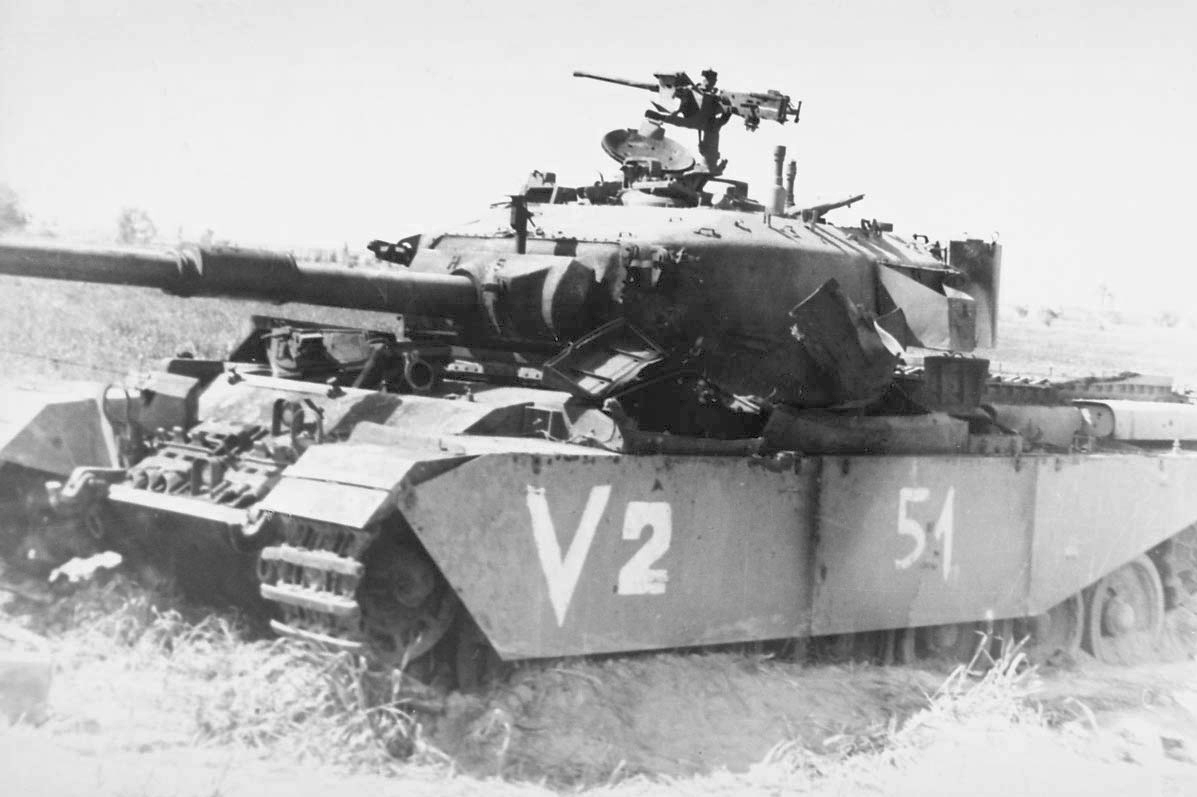
Подбитый израильский танк «Центурион», 22 марта 1968

Несколько дней спустя, в результате переговоров представителей Иордании и Израиля, в обмен на возвращение тел убитых солдат ЦАХАЛ, были отпущены пленные солдаты Иордании и часть палестинцев.
Обе стороны заявили о своей победе. С точки зрения израильтян, цели операции были выполнены: разрушено поселение, служившее опорным пунктом для ООП; противник понёс потери и был вынужден отодвинуть свои оперативные базы от границы (что объективно усложнило проведение диверсий в отношении Израиля).
С другой стороны, по официальным данным иорданского военного командования (озвученным на пресс-конференции 6 мая 1969 года), на протяжении года после сражения, вплоть до начала мая 1969 года израильтяне не предпринимали попыток вторжения на территорию Иордании, хотя по другим данным ещё в апреле 1968 года, через месяц после сражения, иорданская сторона жаловалась на продолжающиеся рейды Израиля.
Для палестинцев битва стала символом того, что можно победить мощного врага. Высказывание короля Хусейна «Мы все федаины!» показало солидарность Хашимитского Королевства с палестинскими беженцами. После битвы силы ООП начали расти: так, если до июня 1967 года силы ФАТХ насчитывали 200—300 активистов, то к весне 1968 года — 2000, а к середине 1968 — 15 тыс. В результате, ФАТХ стала самой многочисленной и влиятельной организацией в движении палестинского сопротивления. Также возникло множество новых организаций, ставивших главной целью уничтожение Израиля. После битвы при Караме палестинское движение сопротивления получило возможность открыто создавать свои базы, учебные лагеря и учреждения на территории арабских стран, вести агитацию и привлекать добровольцев в Иордании, Сирии, Египте и Ираке.
Однако конфликт с правительством Иордании привёл к событиям «Чёрного сентября» в 1970 году и изгнанию ООП из Иордании.

## На международном уровне
После четырёхдневных затяжных дискуссий, 25 марта 1968 года Совет Безопасности ООН утвердил резолюцию № 248 от 24.03.1968, в которой осудил массированное вооружённое нападение Израиля на Иорданию как грубое нарушение Устава ООН и принятых ранее резолюций о прекращении огня. Премьер-министр Израиля Леви Эшколь выразил разочарование позицией СБ ООН, обвинив его членов в «откровенной несправедливости».

## Память, отражение в культуре и искусстве
Сражению при Караме посвящено несколько литературно-художественных произведений арабских авторов.
После окончания боевых действий один из уничтоженных израильских танков «Центурион» был установлен у перекрестка шоссе в качестве памятника состоявшемуся здесь сражению. Несколько позже на месте сражения был установлен памятник иорданским солдатам.